# Massapê do Piauí
Massapê do Piauí là một đô thị thuộc bang Piauí, Brasil. Đô thị này có diện tích 525,619 km², dân số năm 2007 là 6492 người, mật độ 12,35 người/km².